# Ariomma indicum
La arioma índica (Ariomma indicum) es una especie de pez marino de la familia Ariommatidae. Comercializados frescos o secos-salados.

## Descripción
Color del cuerpo plateado con tinte púrpura, mientras que las aletas son grisáceas con cerca de una docena de espinas en la aleta dorsal y tres espinas en la aleta anal, los machos pueden alcanzar una longitud máxima de 25 cm, pero es más normal que no superen los 18 cm.

## Hábitat
Su hábitat natural es bentopelágico tropical, entre los 20 y los 300 m, pero se encuentra con más frecuencia entre 20 y 100 m. Realizan migraciones a través del océano, parece ser pelágico por la noche y demersal por día y puede emigrar estacionalmente. Se agrupa en pequeños bancos en áreas con sustrato de lodo en la plataforma continental y en la parte superior del talud continental, donde se alimenta principalmente de zooplancton.

## Distribución geográfica
Océanos Índico y Pacífico: desde Sudáfrica hasta el Golfo Pérsico (pero no en el mar Rojo), por el este llega hasta la región indo-malaya y por el norte hasta Japón.